# Aristocratica/Milady
Aristocratica/Milady è il quindicesimo singolo dei Matia Bazar, pubblicato nel 1984, estratto dall'album Aristocratica (1984).
Una versione di Aristocratica cantata da Laura Valente è presente nell'album Radiomatia del 1995.

## Tracce
Lato A
1. Aristocratica – 4:55 (testo: Aldo Stellita – musica: Carlo Marrale)

Lato B
1. Milady – 4:30 (testo: Giancarlo Golzi, Aldo Stellita – musica: Carlo Marrale)

## Formazione
- Antonella Ruggiero - voce solista
- Carlo Marrale - chitarra, voce
- Aldo Stellita - basso
- Giancarlo Golzi - batteria